# Municipio de North Moniteau
El municipio de North Moniteau (en inglés: North Moniteau Township) es un municipio ubicado en el condado de Cooper en el estado estadounidense de Misuri. En el año 2010 tenía una población de 255 habitantes y una densidad poblacional de 3,67 personas por km².

## Geografía
El municipio de North Moniteau se encuentra ubicado en las coordenadas 38°46′1″N 92°39′29″O / 38.76694, -92.65806. Según la Oficina del Censo de los Estados Unidos, el municipio tiene una superficie total de 69.49 km², de la cual 69,49 km² corresponden a tierra firme y (0 %) 0 km² es agua.

## Demografía
Según el censo de 2010, había 255 personas residiendo en el municipio de North Moniteau. La densidad de población era de 3,67 hab./km². De los 255 habitantes, el municipio de North Moniteau estaba compuesto por el 97,65 % blancos, el 0,39 % eran afroamericanos, el 0,39 % eran amerindios y el 1,57 % eran de una mezcla de razas. Del total de la población el 0 % eran hispanos o latinos de cualquier raza.